# Businessplan zum Verlieben
Businessplan zum Verlieben (Originaltitel Beauty & the Briefcase) ist eine US-amerikanische Romantische Komödie des Regisseurs Gil Junger aus dem Jahr 2010. Der Fernsehfilm ist eine Produktion für den US-Sender ABC Family. In den Hauptrollen sind Hilary Duff und Michael McMillian zu sehen.

## Handlung
Die Modejournalistin Lane schreibt einen Artikel über die Liebe der Arbeitswelt. Dazu trickst sie sich mit einem geschönten Lebenslauf verdeckt in ein Finanzunternehmen. Sie verabredet sich fleißig mit Schlipsträgern, bis sie sich in ihren Vorgesetzten verliebt, der eigentlich gar nicht ihren Vorstellungen entspricht.

## Kritiken
„Banalkomödie aus der Welt der Schönen und Oberflächlichen trieft vor abgestandenen Klischees.“